# Realm of the Mad God
 (janvier 2018).
Si vous disposez d'ouvrages ou d'articles de référence ou si vous connaissez des sites web de qualité traitant du thème abordé ici, merci de compléter l'article en donnant les références utiles à sa vérifiabilité et en les liant à la section « Notes et références ».
Realm of the Mad God (souvent abrégé RotMG) un jeu vidéo de type MMORPG créé initialement par Wild Shadow Studios (acquis par Kabam en juin 2012, puis par DECA Games en juillet 2016) et Spry Fox. Une bêta publique a vu le jour en janvier 2010 et la version navigateur est officiellement lancée le 20 juin 2011. Le 20 février 2012, le jeu devient disponible sur la plate-forme Steam sur Windows et Mac.
Le jeu a été décrit comme étant un « massively-multiplayer cooperative bullet hell shooter » (littéralement « enfer de balles massivement multijoueur coopératif ») avec un style graphique 8-bits (pixel art). Le joueur contrôle des personnages qui ont été transportés dans le Royaume d'Oryx (nommé "le Dieu fou" - Mad God) pour devenir de la nourriture pour ses nombreux sbires et abominations, que le joueur doit abattre. Le concept clé du jeu est que la mort du personnage est permanente. Une fois mort, le personnage du Joueur est perdu, il en va de même pour ses équipements bien que le Joueur peut stocker un certain nombre d'équipements en lieu sûr dans un coffre à capacité limitée.
Le jeu est un free-to-play avec un système de micro-transactions optionnelles. Les objets qui peuvent être achetés avec ces transactions optionnelles comprennent des équipements en jeu dont le niveau peut varier de bas à haut niveau, des animaux qui peuvent suivre le Joueur pour l'aider, etc.
Le client du jeu est écrit en Flash et peut être joué sur navigateur sur le site officiel ou sur Kongregate, ou télécharger via le Google Chrome Web Store ou encore sur Steam.

## Système de jeu
Le jeu est divisé en différents serveurs (en fonction de la localisation géographique du joueur, mais tous accessibles). Les serveurs sont eux-mêmes divisés en "Realms" (royaumes) qui peuvent techniquement accueillir 85 joueurs. Il existe une douzaine de realm différents, qui, dans les grandes lignes se ressemblent : ils comportent les mêmes zones. En partant du bord extérieur de la carte, en se rapprochant du centre, il y a différentes zones : les plages, les plaines, les forêts, les forêts denses, les montagnes, et la terre des dieux (de l'anglais "GodLands"). Chaque zone comporte différentes familles de monstres, et plus le joueur se rapproche du centre de la carte, plus ceux-ci sont puissants.
À l'entrée du joueur dans un realm, celui-ci peut se déplacer librement. Une quête, consistant à tuer un certain monstre qui dépend du niveau du joueur, est proposée.  À la mort de ce monstre (tué par le joueur ou non), une nouvelle quête prend la place de la précédente. Les quêtes peuvent être communes à plusieurs joueurs. Au fur et à mesure que les joueurs réalisent les quêtes au sein d'un realm, des « Events » (événements impliquant l'apparition de monstres qui ne peuvent être tués qu'une fois par realm) sont proposés aux joueurs. Une fois toutes les quêtes et events réalisés, le realm est verrouillé (les joueurs ne peuvent plus y entrer) et après un délai, les joueurs sont transportés dans le château d'Oryx pour le combattre.
À la mort d'un monstre, de l'expérience est donnée aux joueurs à proximité (montant défini en fonction du monstre et du niveau du joueur), et un sac contenant des équipements peut apparaître. Les sacs peuvent avoir 10 couleurs différentes en fonction de la rareté de l’équipement qu'ils contiennent. Il se peut aussi, en fonction du monstre tué, qu'un portail pour accéder à un donjon apparaisse.
Le niveau maximal (augmenté grâce à l'expérience donnée par les monstres) est de 20. Une fois le niveau maximal atteint, l'expérience est remplacée par un système de points (nommés "Fame"). Le nombre de fame représente l'expérience totale d'un personnage à sa mort. Un classement, utilisant la fame comme base, est en place pour connaître sa position par rapport aux autres joueurs. Il existe 3 classements : sur  une semaine, un mois, et de tous les temps. À la mort d'un personnage, la fame est associée au compte du joueur, et peut être utilisée pour réaliser différents achats (améliorer un familier, acheter des boîtes mystères, comprenant des équipements aléatoires, etc.).
Il existe 15 classes de personnages. Une classe ne peut être débloquée que si le joueur a atteint le niveau 20 avec la classe précédente.
Tous les personnages ont les mêmes statistiques : le nombre de points de Vie et de Mana, la vitesse, la sagesse, la vitalité, la dextérité, la défense et l'attaque. À chaque montée de niveau, un certain nombre de points est donné dans chaque caractéristique du personnage. Une fois le niveau 20 atteint, les statistiques ne sont pas à leur maximum : il faut utiliser des potions de caractéristiques (pots), qui permettent de gagner des points dans la caractéristique associée. En fonction du personnage, le cap de chaque statistique est différent (un mêlée aura plus de vie qu'un mage). Ces potions sont très utilisées comme monnaie d'échange, la potion de Life étant la plus rare et ayant le plus de valeur.